# Zygiella poriensis
Zygiella poriensis Levy, 1987 è un ragno appartenente alla famiglia Araneidae.

## Distribuzione
La specie è stata rinvenuta in Israele.

## Tassonomia
Non sono stati esaminati esemplari di questa specie dal 1987
Attualmente, a dicembre 2013, non sono note sottospecie